# Michael Ziemons
Michael Ziemons (* 15. März 1976 in Aachen) ist ein deutscher Pädagoge und Hochschullehrer. Seit 2019 ist er Dezernent für Soziales und Gesundheit der Städteregion Aachen.

## Leben
Ziemons studierte Erziehungswissenschaften, Psychologie und katholische Theologie an der Westfälischen Wilhelms-Universität Münster und schloss im Jahr 2002 als Diplom-Pädagoge ab. An der Universität Münster wurde er 2009 zum Thema Bildung und Beratung zum Dr. phil. promoviert. Im gleichen Jahr absolvierte er sein Masterstudium in Supervision/Coaching.
Im Jahr 2003 wurde Ziemons Bildungsreferent des Diözesanverbandes Mainz der Deutschen Pfadfinderschaft Sankt Georg (DPSG). anschließend war er von 2003 bis 2006 Referent für Jugendpolitik des Diözesanverbandes Aachen des Bundes der Deutschen Katholischen Jugend (BDKJ).
Von 2006 bis 2010 lehrte er an der Katholischen Hochschule Nordrhein-Westfalen  in Aachen. 2010 erfolgte der Ruf auf die Professur für Pädagogik an der Katholischen Hochschule Nordrhein-Westfalen in Köln, wo er zudem 2012 zum Prodekan und 2018 zum Dekan gewählt wurde. Seit 2019 lehrt er im Nebenamt. 
Michael Ziemons wurde im April 2019 zum Dezernenten für Soziales und Gesundheit der Städteregion Aachen gewählt.
Seit vielen Jahren arbeitet Ziemons darüber hinaus freiberuflich als Coach/Supervisor und Trainer in der beruflichen Weiterbildung. Im Jahr 2011 gründete er das Institut für angewandte Forschung in Bildung und, das seinen Sitz in Aachen hat. Es beschäftigt sich mit Supervision, Coaching, Assessments und beruflicher Weiterbildung. Neben seiner beruflichen Tätigkeit engagiert er sich zudem als Leiter der Brander Stadtteilbibliothek und unterstützt kirchliche Hilfsprojekte in Israel, Palästina und Jordanien.
Für die NRW-Kommunalwahl 2025 wurde er als Kandidat von der CDU für das Amt des Oberbürgermeister der Stadt Aachen nominiert und tritt gegen die Amtsinhaberin Sibylle Keupen an.

## Mitgliedschaften
- 2003 – Vorstandsmitglied des Ruth-Cohn-Instituts für Themenzentrierte Interaktion (TZI) für Rheinland-Westfalen
- 2005 – Ruth Cohn Instituts International TZI-Gruppenleiter (Diplom)
- Deutsche Gesellschaft für Supervision
- Deutsche Gesellschaft für Erziehungswissenschaft
- 2006 – Ritterorden vom Heiligen Grab zu Jerusalem

## Schriften (Auswahl)
- Lernen an Krisen in der Erwachsenenbildung. Schneider, Hohengehren 2003, ISBN 3-89676-728-3.
- In der Balance liegt die Chance. Themenzentrierte Interaktion in Bildung und Beratung. Waxmann, 2006, ISBN 3-8309-1643-4.
- Internet basierte Ausbildungssupervision. Budrich, 2010, ISBN 978-3-938094-84-6.